# Patagon (numizmatyka)
Patagon – srebrna moneta talarowa, bita w Niderlandach Hiszpańskich w XVII w., za panowania: Alberta i Elżbiety (1598–1621), zwana talarem albertowym, Filipa IV i Karola II, w wielu mennicach brabanckich (Antwerpia, Bruksela, Maastricht), flandryjskich (Brugia), burgundzkiej, luksemburskiej Tournai, zwany także talarem krzyżowym, zawierająca 24,588 grama czystego srebra. Na awersie przedstawiony jest ukośny krzyż, a na rewersie wielka hiszpańska tarcza herbowa okolona łańcuchem Orderu Złotego Runa.
Moneta była masowo przywożona w XVII w. przez kupców holenderskich do Rzeczypospolitej.